# Pokémon Platinum
Pokémon Platinum Version (ポケットモンスタープラチナ Poketto Monsutā Purachina, "Pocket Monsters: Platina") este un titlu din lista jocurilor video Pokémon. Acesta a fost creat de către Game Freak și publicat de Nintendo, având ca platformă consola portabilă Nintendo DS. Este un remake îmbunătățit al jocurilor Pokémon Diamond & Pearl, în aceeași manieră ca Pokémon Yellow, Crystal și Emerald, ce erau remake-uri ale jocurilor Red & Blue, Gold & Silver, respectiv Ruby & Sapphire. A fost lansat pe 13 septembrie 2008 în Japonia, pe 22 martie 2009 în America de Nord, pe 22 mai 2009 în Europa, iar pe 14 mai 2009 în Australia. Creatorii au vrut să facă din Platinum o versiune mai bună a Diamond și Pearl, pe care le descriau ca titlurile Pokémon "extreme".
În Platinum, jucătorii controlează un băiat sau o fată și incep jocul cu unul dintre cei trei Pokémoni - Chimchair, Turtwig sau Piplup - oferiți de Profesorul Rowan. Pokémon-ul mascotă este Giratina , care joacă de asemenea un rol central în poveste. Deși avea numai o formă în Diamond și Pearl, i s-a mai dăruit încă una alternativă.De asemenea apare o noua zonă numită Lumea Distorsionată, cu o fizică alterată de ceea din Sinnoh, unde jocul are loc. Modul de joc este tipic stilului Pokémon, cu lupte ce au loc pe rând. Jucătorii au, de asemenea, ocazia de a explora o zonă vastă, care variază de la munți până la lacuri, pajiști , zone populate și întinderi înzăpezite.
Pokémon Platinum a primit, în general, recenzii bune, Metacritic dându-i un scor de 84, iar Game Rankings 84.14%. A fost lăudat pentru adăugările și schimbările față de Diamond & Pearl, de către publicații precum IGN, Nintendo Power și GamePro, însă, a fost și criticat pentru a fi prea similar cu jocurile anterioare. În ciuda acestui lucru, IGN l-a cotat ca fiind al noua-lea cel mai bun joc Nintendo DS făcut vreodată si l-a nominat ca fiind și unul dintre cele mai bune RPG DS din 2009. În Japonia s-au vândut 7 milioane de exemplare.

## Modul de joc

O luptă în Pokémon Platinum. Jucătorii pot avea fie lupte unu-contra-unu, fie doi-contra-doi.

Pokémon Platinum este un RPG cu elemente de aventură. Mecanica de bază este aceeași cu cea din Diamond & Pearl, având un mod de joc bi-dimensional. La fel ca toate jocurile Pokémon pentru console portabile, perspectiva se face la persoana a treia și există trei ecrane de bază: o hartă a regiunei, în care jucătorul navighează ca personaj principal; un ecran în care au loc bătăliile; si meniul, in care jucătorul își configurează echipa, obiectele sau setările jocului. Se începe cu un singur Pokémon și, după, se pot captura mai mulți folosind Poké Ball-uri. De asemenea, jucătorul își poate folosi Pokémon-ul pentru a se lupta cu altul. Când acesta întâlnește un Pokémon sălbatic sau e provocat de un antrenor la o luptă, ecranul se schimbă si devine unul de bătălii în care atacurile au loc pe rând. În timpul luptei, jucătorul se poate bate, folosi un obiect, schimba Pokémon-ul activ, sau fugi (aceasta nu este însă o opțiune în luptele contra antrenorilor). Toți Pokémon-ii au puncte de lovituri (HP); când un Pokémon are HP-ul redus la zero, leșină și nu se mai poate lupta până cand nu este reînviat cu ajutorul unui obiect sau a unei tactici a altui Pokémon.
Dacă Pokémon-ul jucătorului bate un alt Pokémon (îl face să leșine), primește puncte de experiență. După ce a acumulat destule puncte de experiență, poate să-și crească nivelul; majoritatea Pokémon-ilor evoluează în altă specie când ajung la un anumit nivel. Înafară de bătălii, prinsul Pokémon-ilor este unul dintre cele mai importante elemente ale jocurilor. Deși Pokémon-ii altor antrenori nu pot fi capturați, jucătorul poate folosi un Poké Ball pe un Pokémon sălbatic. O captură reușită adaugă acel Pokémon la echipa jucătorului sau poate fi stocat dacă deja are un maximum de șase Pokémon-i. Factori ce schimbă rata de succes a unei capturi includ HP-ul Pokémon-ului și puterea Poké Ball-ului folosit; cu cât mai mic e HP-ul Pokémon-ului și cu cât e mai puternic Poké Ball-ului, cu atât e mai mare rata de succes a capturii. Platinum, în general are aceleași elemente regăsite în Diamond & Pearl, cu câteva noi adăugate și câteva dispărute. În Platinum există Pokétch, un dispozitiv ce arată ca un ceas de mână și întrodus în jocurile anterioare. Are aplicații simple precum un calculator, mapa, counter, și suport de desenat. De asemenea, nou apărut, este si modul Underground, un mod unde jucătorii sapă pentru a găsi pietre prețioase și alte comori.

### Noi elemente
Platinum adaugă o nouă zonă numită "Wi-Fi Plaza", o zonă în care sunt întâlnite mai multe mini-jocuri Pokémon și se permit până la 20 de jucători să fie prezenți în ele. Este întrodus și Vs.Recorder, care le dă voie jucătorilor să înregistreze lupte ținute în Battle Frontier sau pe Wi-Fi. Sistemul GTS, un sistem ce permite jucătorilor să facă schimb anonim de Pokémon-i pe conecția Wi-Fi, se întoarce în Platinum; o schimbare la acest sistem permite jucătorilor să fie notificati pe email cănd un schimb a fost efectuat, însă înafara Japoniei, acest element a fost redus la a fiind doar un mesaj pe Wii-ul jucătorului. O varietate de schimbări au fost făcute la aspectul și disponibilitatea Pokémon-ilor; Giratina, Shaymin, și Rotom toți au noi forme, cu Rotom având patru forme. Trio-ul format din Articuno, Zapdos și Mostres, împreuna cu cel format din Regice, Regirock și Registeel, au fost de asemenea adăugate la joc. Jocul include și Battle Frontier, un element introdus prima dată în Pokémon Emerald. Concursurile Pokémon din Platinum sunt jucate similar cu cele din Diamond & Pearl; ele sunt caracterizate prin trei stadii, acordându-se panglici Pokémon-ilor care au cel mai bun rezultat. Bunătăți coapte numite Poffins pot fi făcute din fructe și cu ele pot fi hrăniți Pokémon-ii pentru a le se îmbunătăți anumite trăsături, iar asta depinde ce fel de Poffin este. În adiție cu compatibilitatea cu Diamond & Pearl, Platinum oferă compatibilitatea și cu RPG-urile Pokémon de pe Game Boy Advance. Jucătorii pot încărca Pokémon-i de pe Platinum pe jocurile Pokémon Wii, Pokémon Battle Revolution și My Pokémon Ranch, deși cel din urmă este compatibil cu Platinum doar în Japonia. O adiție semnificativă este Lumea Distorsionată, cu fizica alterată de cea din jocul standard.

## Locație și subiect
Platinum este stabilit în regiunea ficțională Sinnoh, o insulă bazată pe cea japoneză Hokkaidō. Sinnoh nu este conectată la altă regiune din universul Pokemon și este caracterizată de munți mari, înzăpeziți (Mt.Coronet, parte a lanțului de munți, divide Sinnoh în două). În acest joc, starterii sunt tipul de foc Chimchair, tipul de apă Piplup, și tipul de iarbă Turtwig. Spre deosebire de celelalte regiuni, Sinnoh are o senzație "nordică" întrucât este singura regiune cu zăpadă permanentă pe pământ, rute înzăpezite și ninsori active. În Platinum este zăpadă în locații ce în Diamond & Pearl nu era, iar jucătorul și rivalul acestuia sunt îmbrăcați de vreme rece. Sinnoh este caracterizată și de căile navigabile; are trei lacuri principale (Verity, Acuity, și Valor) ce formează un triunghi. Spre deosebire de regiunea Hoenn, care este formată în general, de trasee de apă, numai 30% din peisajul Sinnoh-ului conține căi navigabile. Sub suprafața regiunii se afla Sinnoh-ul subteran, un mare labirint de peșteri și tunele unde jucătorii pot săpa pentru obiecte rare. Pokemon Platinum, păstrând aceeași poveste ca în Diamond & Pearl, introduce și noi elemente. Doua caractere sunt introduse- primul este Charon, un om de știință a Echipei Galactice, iar al doilea un detectiv ce investighează această Echipă, sub numele "Looker". Giratina este de asemenea o parte centrală a poveștii, în timp ce Dialga și Palkia erau centrele a jocurilor Diamond și respectiv, Pearl. Totuși, jucătorul încă le poate obține pe acestea, în timp ce în jocurile anterioare puteau fi capturate numai Giratina și mascota jocului.

## Dezvoltare

Lumea Distorsionată a fost inspirată după concepte precum antimaterie și echivalența masă-energie.

Pokémon Platinum a fost prima dată anunțat pe 15 mai 2008, ca o continuare a Pokémon Diamond & Pearl. Este în aceeași manieră cu Pokémon Yellow, Crystal și Emerald, care sunt remake-uri ale Red & Blue, Gold & Silver, și Ruby & Sapphire. Când se gândea ce conținut să schimbe de la Pokemon & Pearl, designer-ul de joc Takeshi Kawachimaru a simțit ca ar trebui să schimbe doar cele mai importante lucruri pentru a fi siguri ca nu era prea diferit de jocurile originale. Directorul de joc Junichi Masuda a comentat ca de când au proiectat cele doua jocuri originale ca fiind "Titlurile Pokemon extreme", ar trebuie ca Platinum să fie și mai puternic ca ele.
Schimbarea de design a Giratinei a fost unul dintre primele lucruri dezvăluite despre Platinum. Proiectând noua forma, erau atenți la detalii; designer-ul a redesenat-o pe Giratina de mai multe ori, vrând să o facă mai diferită de forma din Diamond & Pearl. I-au finalizat design-ul, numind-o un Pokémon antimaterie. Masuda a explicat antimateria, precum și E=mc² producătorilor. De asemenea, le-a explicat și "Muntele Fuji inversat", ceea ce ei numesc reflecsia muntelui Fuji. Deși Kawachimaru nu a înțeles l-a inceput, a incorporat-o mai târziu în joc. Lumea Distorsionată este bazată pe aceste idei, descrisă ca fiind "nucleul" jocului. Au adăugat și Wi-Fi Plaza și Battle Frontier pentru a spori abilitatea jucătorilor de a-și împărtăși informațiile cu alții. O idee pe care producătorii voiau să o facă era de a permite jucătorilor de a comunica cu prietenii și familie mai ușor; Battle Frontier le-a realizat ideea.
Dezvoltatorii au ales să numească jocul Platinum deoarece din observațiile lor diamond(diamant) semnifică iubirea, iar pearl(perla) fericirea. Au explicat că voiau să aleagă ceva ce pare frumos, descriind platina ca fiind "ceva diferit de un diamant, diferit de o piatră prețioasă, diferit de o perlă, diferit de ceva ce este creat de natură, ceva ce strălucește, ceva frumos." Au făcut și povestea diferită de Diamond & Pearl, zicând că vor să o facă pe Giratina să para "mai amuzantă, mai interesantă, mai cool". Au adăugat și noua zona pentru a face jocul mai atractiv.

### Lansare și promoție
A fost prima dată confirmată lansarea din Japonia, în august 2008. Până la urmă a fost lansat pe 13 septembrie în același an în Japonia; 22 martie 2009 în America de Nord, 14 mai 2009 în Australia și 22 mai 2009 în Europa. Lansarea în America de Nord a fost celebrată de Nintendo la New York. Ca bonus pentru cei ce au precomandat jocul, Nintendo a dat figurine cu Giratina în Statele Unite ale Americii. Spațiu extins a fost dat la marfa Pokemon la Toys "R" Us pentru Pokémon Platinum, ceea ce includea și un set de cărți bazat pe numele jocului. De asemenea, au amenajat mai multe evenimente pentru a obține Pokémon-i rari.

## Recepție

### Dinainte de lansare
McKinley Noble de la GamePro a afirmat că se aștepta la o lansare în limba engleză a jocului Platinum. 1UP.com a comentat că fanii nu vor fi lasați "să aștepte", zicând că "o data ce te-ai aventurat înapoi în gaura de iepure Pokémon, nu te vei mai întoarce pentru o vreme". Craig Harris de la IGN a zis că cei ce căutau ceva nou la Platinum cum ar fi o nouă metodă de control vor fi dezamagiți, adaugând că modul de control e "stângaci". Totuși, a mai spus că cei ce au jucat Diamond & Pearl se vor bucura și de acest nou joc, precum și de noile elemente și Pokémon-ii disponibili. Altă dată, Harris a comentat că cei ce au jucat jocurile anterioare vor decide dacă noile elemente merită ca jocul sa fie cumpărat, in timp ce cei ce nu au jucat ar trebuie să-l încerce..

### Critici
Pokémon Platinum a primit, în general, critici pozitive. Are un scor de 83/100 și 83.14% pe Metacritic, respectiv Game Rankings. Este al 56-lea cel mai bine cotat joc Nintendo DS și al 1,542-lea joc video pe Game Rankings.  Anglo-Celt l-a denumit ca fiind un joc solid, amuzant pentru cei ce nu au jucat încă Pokémon Diamond & Pearl. McKinley Noble de la GamePro a afirmat că este un joc minunat, numind celelalte remake-uri Pokémon ca fiind slabe în comparație.  Și Famitsu a lăudat acest joc. Unul dintre recenzatori a comentat că jucătorii "primesc o grămadă pentru banii lor", în timp ce un altul a zis că cei ce au jucat Diamond & Pearl nu îl vor mai găsi ca fiind "același". În altă recenzie a fost lăudat nu numai pentru elementele sale, cât și pentru modul de joc îmbunătățit. Altcineva l-a denumit ca fiind "nucleul jocurilor Diamond/Pearl" și din această cauză "să completezi Pokédex-ul de la zero e greu". Chris Scullion de la revista oficială Nintendo a zis că este "jocul Pokémon extrem", deși din cauză că este mai mult o versiune updatată a jocurilor anterioare. Declarațiile de la Nintendo Power au fost că este "tot ceea ce îți poate oferi Pokémon, ba chiar mai mult".
Zachary Miller de la Nintendo World Report a afirmat că jucătorii ce s-au plictisit de Diamond & Pearl nu ar găsi vreun stimulent să joace Platinum , dar altminteri, este "cel mai bun joc Pokémon făcut vreodată". Zippy de la Hardcore Gamer a pomenit de călătoria principală, de sistemul de bătălie, și de opțiunile multiplayer, denumind-ul "cel mai bun RPG pentru o consolă portabilă disponibil în acest moment".  Cei de la Games(TM) au comentat că modul de joc este mai intens decat la majoritatea MMORPG-urilor. Toastfarmer de la PALGN l-a numit "o bijuterie" a Nintendo DS-ului, descriind-ul ca fiind "un joc intens, captivant și practic fără sfărsit"  iar Robert Workaman de la GameDaily a afirmat că deși grafica și modul de joc puteau fi mai bune, va avea în continuare "fanatici hardcore și nou-veniți care să-l placă". Adriaan den Ouden de la RPGamer a zis că în ciuda asemănării cu Diamond & Pearl, Pokédex-ul expandat îl face "mult mai frumos". În schimb, jkdmedia de la GameZone a comentat că în timp ce Diamond & Pearl au fost minunate, Platinum era doar bunicel. A adăugat și ca este o achiziție neapărată pentru cei ce nu au jucat jocurile anterioare, dar nu și pentru oricine altcineva.
Dan Pearson de la Eurogamer a declarat că cei ce caută un RPG tradițional pentru Nintendo DS ar trebui să cumpere ceva precum Chrono Trigger, Dragon Quest IV sau V, sau remake-urile Final Fantasy, dar cei ce vor un titlu Pokémon trebuie să-și ia Platinum. Ricardo Madeira de la Eurogamer Portugal l-a numit "cea mai completă și dinstinctă versiune a treia Pokémon pe care a văzut-o vreodată"  iar Craig Harris de la IGN a afirmat că deși elementele în plus de la Diamond & Pearl nu erau uriașe, modul de aventură și cel online erau mai extinse. L-au inclus, de asemenea, în lista lor de jocuri Nintendo DS a sezonului de primăvară, comentând că e mai progresat decât formula de joc a versiunilor anterioare, și că a mers "mult mai sus cu noi zone, caractere, și, desigur, Pokémon-i". În articolul Cheers & Tears: DS RPGs", care detaliază RPG-uri de atât mare calitate, cât și de joasă, IGN a inclus Platinum ca un joc de mare calitate. Li se pare "atât de plin de conținut" încât și cei ce au jucat de mai multe ori Diamond & Pearl îl vor aprecia. De asemenea, tot de IGN a fost nominalizat ca fiind cel mai bun joc RPG pentru Nintendo DS, însă cititorii l-au ales ca fiind cel mai bun joc multi-player.
De cei de la Game Master UK a fost descris ca fiind "unul dintre cele mai pline de satisfacții și substanțiale RPG-uri de pe aici", în timp ce Rich Stanton de la NGamer UK l-a denumit "unul dintre cele mai bune jocuri de strategie". John Tucker de la RPG Fan a comentat, totuși, că jucătorii Diamond & Pearl ar fi interesați numai de modul online extins. Cei de la Game Informer au zis că dacă cineva caută un joc RPG și nu au jucat Diamond & Pearl , "trebuie să-l încerce neapărat". Justin Haywald de la 1UP.com l-a numit cel mai bun joc Pokémon, deși nu e foarte diferit de jocurile anterioare  iar cei de la GameTrailer au zis că fanii seriei și cei ce apreciază RPG-uri îl vor iubi, însă ar putea să își piardă interesul la un moment dat. Shiva Stella de la GameSpot a spus că deși nu e fresh, este cea mai bună "ediție specială de până acum"  iar Joe Dodson de la Game Revolution a apreciat faptul că este unul dintre "cele mai mari și intense fenomene din gaming". CESA a dăruit jocului Platinum unul dintre cele noua premii de excelență.

### Vânzări
Lansarea jocului Pokémon Platinum a fost creditată pentru creșterea vânzărilor de Nintendo DS in Japonia în septembrie 2008. A vândut mai mult de un milion de exemplare în Japonia în numai trei zile, făcndu-l cel mai rapid vândut joc din regiune din acea perioadă. A vândut 315,000 de exemplare în a doua săptămână, făcând un total de 1,3 milioane de exemplare în nouă zile. Pokémon Platinum a fost clasat pe locul doi în altă săptămână, vânzând 195,000 de exemplare; a fost clasat pe primul loc, și a vândut 122,000 o săptămână după. Pe 23 octombrie, Pokémon Platinum era al doilea cel mai bine vândut joc pentru săptămâna respectiva cu vânzări peste 72,000 de exemplare. Vânzările sale în acel moment erau de 1,75 milioane. A reintrat în top 10 la inceputul lui decembrie din lipsă de noi lansări. Pe 31 decembrie 2008 erau vândute 2,12 milioane de exemplare în Japonia, iar pentru săptămână ce se termină pe 9 iulie 2009 era al doilea cel mai bine vândut joc Nintendo DS. Pentru săptămâna ce se termină pe 23 iulie din același an, era al cincilea cel mai bine vândut joc DS.  A căzut din top 10 în aceeași lună.
În America de Nord, începând cu luna lui martie 2009, Pokémon Platinum a fost clasat al doilea în topul 10 a celor mai bine vândute jocuri video, vânzând 805,000 de exemplare de pe 22 martie până pe 4 aprilie. Pentru săptămâna ce se termină pe 26 martie, era al doilea cel mai bine vândut joc Nintendo DS, în timp ce în ceea ce se termină pe 9 aprilie, era cel mai bine vândut. A clasat al doilea loc și în aprilie și mai 2009. A fost al patrulea cel mai bine vândut joc DS pentru săptămâna ce se termină pe 11 iunie 2009,  și al cincilea pentru ceea ce se termină pe 9 iulie în același an. Pentru săptămâna ce se termină pe 23 iulie era al treilea cel mai bine vândut joc Nintendo DS. MarketWatch l-a numit un puternic vânzător pentru iulie 2009, o lună considerată a fi slabă pentru vânzări. Pokémon Platinum era cel de-al zecelea cel mai bine vândut joc video din 2009, vânzând 2 milioane de exemplare. În Marea Britanie, Platinum a fost cel de-al doilea cel mai bine vândut joc Nintendo DS pentru săptămâna ce se termină pe 11 iunie 2009. Pentru săptămâna ce se termină pe 20 iunie în același an, Platinum a căzut din top 10. În săptămana terminată pe 9 iulie redevenea al doilea cel mai bine vândut joc  DS iar pe cea terminată pe 23 iulie 2009 al patrulea.
Pokémon Platinum a fost al patrulea cel mai bine vândut joc în întreaga lume în al treilea trimestru al anului 2008, vânzând aproximativ 1,482,000 de exemplare. În al treilea trimestru din anul următor, Platinum vânduse deja 2 milioane de exemplare. În America și regiunile PAL, Pokémon Platinum a vândut în total 3,75 milioane de exemplare până pe 7 mai 2009. În august 2009, erau vândute 5,66 milioane de exemplare în toată lumea, iar pe 30 octombrie 2009 6,39 milioane.  Vânzările jocului au atins 7 milioane de exemplare pe 31 martie 2009.